# Bombylius apertus
Bombylius apertus är en tvåvingeart som först beskrevs av Macquart 1847.  Bombylius apertus ingår i släktet Bombylius och familjen svävflugor.
Artens utbredningsområde är Guadeloupe. Inga underarter finns listade i Catalogue of Life.